# Ferran (satèl·lit)
Ferran, també conegut com a Urà XXIV (designació provisional S/2001 U 2), és el satèl·lit irregular retrògrad més exterior d'Urà. Va ser descobert per Matthew J. Holman, John J. Kavelaars, Dan Milisavljevic i Brett J. Gladman el 13 d'agost del 2001.
Tot i que va ser vist de nou el 21 de setembre i el 15 de novembre, i fins i tot un any més tard el 13 d'agost i el 5 de setembre, va ser perdut. Va ser recuperat finalment el 24 de setembre del 2003 per Scott S. Sheppard a partir d'imatges preses per ell mateix i David C. Jewitt el 29 i 30 d'agost i el 20 de setembre d'aquest any. Les observacions de confirmació van ser realitzades per Holman el 30 de setembre.
Ferran va ser anomenat en honor del fill del Rei de Nàpols en l'obra de teatre de William Shakespeare La tempesta.

## Òrbita

Els satèl·lits irregulars retrògrads d'Urà.

Ferran és el satèl·lit conegut més distant d'Urà. Segueix una òrbita retrògrada, una mica inclinada però molt excèntrica.
El diagrama il·lustra els paràmetres orbitals dels satèl·lits irregulars retrògrads d'Urà (en coordenades polars) amb l'excentricitat de les òrbites representada en els segments que s'estenen des del pericentre a l'apocentre.